# Ворожейкин, Сергей Николаевич
Сергей Николаевич Ворожейкин (19 января 1867 — 26 марта 1939, Бизерта) — контр-адмирал Российской империи, участник Белого движения. С 1916 по 1917 и с 1919 по 1920 года — директор Севастопольского морского корпуса.

## Биография
Родился 19 января 1867 года. Военное образование Ворожейкин получил в Морском корпусе и был в 1886 году зачислен в 8-й флотский экипаж в Санкт-Петербурге. В 1892—1893 годах плавал на учебных кораблях «Генерал-Адмирал» и «Герцог Эдинбургский». В 1899 году окончил офицерский артиллерийский класс и был назначен старшим артиллерийским офицером на крейсер «Светлана». В 1904 году получает звание капитана 2-го ранга. В 1907 году становится командиром эсминца «Туркменец-Ставропольский», с которым охранял Николая II и его жену во время их путешествия в финляндских шхерах. В 1909 году назначен начальником 1-го дивизиона эсминцев. В 1910—1911 годах произведён в капитаны 1 ранга, назначен командиром крейсера «Богатырь», а затем крейсера «Россия». 22 сентября 1911 «за совершение двадцати шестимесячных морских кампаний» награжден орденом Св. Владимира IV степени с бантом.
С 3 августа 1914 года заведует строительством Морского корпуса в Севастополе. 30 июня 1916 года, будучи директором корпуса, получил звание контр-адмирала. Там же скрывался после роспуска корпуса во время красного террора в Севастополе. В апреле 1918 года Севастополь захватили немцы, поэтому Ворожейкин переехал в Одессу, где получил должность начальника штаба западных портов Чёрного моря, а затем главного командира Одесского порта при и. д. морского министра при гетмане П. П. Скоропадском контр-адмирале Г. Л. Максимове. Оказывал всяческое содействие негласному одесскому центру Добровольческой армии. Вначале 1919 года, когда союзники оставили Одессу, прибыл на яхте «Лукулл» в Севастополь, а перед занятием большевиками Севастополя в апреле 1919 года в Новороссийск, где был зачислен в «резерв чинов» Главнокомандующего ВСЮР. После занятия Севастополя войсками Добровольческой армии приказом Главнокомандующего ВСЮР снова назначен в октябре 1919 года директором севастопольского Морского корпуса, восстановленного капитаном 2-го ранга Н. Н. Машуковым. На этой должности Ворожейкин остаётся до 1920 года.
Покинул Россию в ходе Крымской эвакуации. В 1920 году на корабле «Генерал Алексеев» Морской корпус вместе с Ворожейкиным прибыл в Бизерту (французская военно-морская база в Тунисе). Директором Морского корпуса в Бизерте был назначен вице-адмирал А. М. Герасимов. После трудного начального периода эмиграции контр-адмирал Ворожейкин в Бизерте устроился служащим в общество «Морских работ», руководил строительством православной церкви в честь русской эскадры и заведовал библиотекой на корабле «Георгий Победоносец». 13 октября 1935 года приказом по объединению Императорской Армии и Флота Ворожейкин был произведён в вице-адмиралы, однако такого рода производства не признавались в Морском союзе и в РОВС. Умер 26 марта 1939 года в Бизерте. Похоронен на европейском участке местного кладбища.

## Личная жизнь
Ворожейкин женился на Альдегунде Ламб. Имел сына.